# Émile Passani
Émile Passani est un pianiste, chef de chœur et compositeur français né le 7 février 1905 à Marseille et mort le 18 avril 1974 au Pradet (Var).

## Biographie
Émile Barthélemi Passani naît le 7 février 1905 à Marseille,.
Il étudie au Conservatoire de sa ville natale puis au Conservatoire de Paris, dans la classe de piano d'Isidor Philipp, notamment, avant de commencer une carrière de virtuose, interrompue par la Seconde Guerre mondiale.
Entre 1935 et 1939, il est chef de chant à l'Orchestre national de la radio.
Comme musicien chambriste, il crée en 1940 le Quintette de l'Atelier, au sein duquel il se produit en compagnie de René Benedetti et André Navarra, notamment.
En 1942, Émile Passani fonde une chorale qui porte son nom.
Après la guerre, il est chef d'orchestre du casino de Vichy (1948), puis directeur du Conservatoire de Clermont-Ferrand (1951), enfin, directeur du Conservatoire de Toulon.
Il meurt le 18 avril 1974 au Pradet, dans le Var,.

## Œuvres
Au catalogue des œuvres d'Émile Passani figurent notamment :
- plusieurs œuvres pour orchestre, dont une Suite ministérielle (1930) ;
- un ballet, Les Santons de la crèche (1936) ;
- un Concerto pour cor et orchestre à cordes (1966) ;
- une Suite pour trio à cordes (1949) ;
- un Quatuor avec piano ;
- un Quintette à vent ;
- des mélodies avec accompagnement de piano, dont Chansons galantes, 3 Poèmes de Rimbaud, Automne, Chansons martiniquaises ;
- des chansons populaires bretonnes, françaises et européennes pour chœur mixte.